# Језера (Зеница)
Језера је насељено мјесто у граду Зеници, Босна и Херцеговина.

## Историја
До рата, Језера су била у саставу општине Теслић.

## Становништво
|             | 2013.      | 1991.          | 1981.          | 1971.          |
| Укупно      | 0 (0,000%) | 1 069 (100,0%) | 1 079 (100,0%) | 1 022 (100,0%) |
| Срби        | –          | 1 063 (99,44%) | 1 075 (99,63%) | 1 022 (100,0%) |
| Остали      | –          | 5 (0,468%)     | 2 (0,185%)     | –              |
| Хрвати      | –          | 1 (0,094%)     | –              | –              |
| Југословени | –          | –              | 1 (0,093%)     | –              |
| Македонци   | –          | –              | 1 (0,093%)     | –              |